# Аманкольський сільський округ
Аманко́льський сільський округ (каз. Аманкөл ауылдық округі, рос. Аманкольский сельский округ) — адміністративна одиниця у складі Іргізького району Актюбінської області Казахстану. Адміністративний центр — село Кутіколь.
Населення — 1661 особа (2021; 1892 у 2009, 2090 у 1999, 2155 у 1989).
Станом на 1989 рік існувала Комінтернівська сільська рада (села Жарма, Колаликоль, Комінтерн, Тельман). Пізніше село Колаликоль було передане до складу Іргізького сільського округу. 2000 року територію площею 2100 км² було передано до складу Іргізького сільського округу згідно з рішенням масліхату Актюбінської області від 23 лютого 2000 року № 3.

## Склад
До складу округу входять такі населені пункти:
| Населений пункт | Колишні назви              | Населення, осіб (1989) | Населення, осіб (1999) | Населення, осіб (2009) | Населення, осіб (2021) |
| --------------- | -------------------------- | ---------------------- | ---------------------- | ---------------------- | ---------------------- |
| Аманколь, село  | Тельман, імені Кулумбетова | 1283                   | 1108                   | 902                    | 486                    |
| Жарма, село     | -                          | 380                    | 358                    | 284                    | 271                    |
| Кутіколь, село  | Комінтерн                  | 492                    | 624                    | 706                    | 904                    |